# Sebag Shaw
Sir Sebag Sochaczewski, més conegut com a Sebag Shaw, PC (Londres, 26 de desembre de 1906-27 de desembre de 1982) va ser un advocat i jutge anglès.
Va ser fill de Chaim Sochaczewski (més tard naturalitzat com a Henry Shaw; d'origen polonès), propietari d'un estudi fotogràfic, i Marie (de nom de naixement Marie Baumgart). Va estudiar a la Central Foundation Boys' School i al University College de Londres. Durant la seva joventut va patir un greu atac de poliomielitis, que el va deixar amb una forta coixesa, tot i que es va convertir en un hàbil nedador, remer i genet. Familiars i amics l'anomenaven «Sib». El 1928 es va casar amb Sally, filla d'Oscar Baumgart. L'any 1931 va ser admès a la societat de jutges i fiscals Gray's Inn, el 1967 nomenat conseller de la reina (QC) i membre vitalici de la Gray's Inn, i posteriorment líder del circuit del sud-est. Entre 1958 i 1968 va exercir com a registrador honorari d'Ipswich. Shaw va succeir a Sir Stephen Gerald Howard, QC, diputat (1947-1958), i va ser succeït per William McLaren Howard, QC. Designat cavaller l'any 1968, va ser nomenat jutge del Tribunal Suprem i ascendit a Lord de Justícia d'Apel·lació l'any 1975; càrrec que va exercir fins a la seva mort. El 1973 va presidir la conferència anual de membres de justícia. També va ser membre del Consell de l'Advocacia entre 1964 i 1968, i de la Junta de Condemnes de 1971-1974, de la que va exercir la vicepresidència entre 1973 i 1974.
Un dels casos més notables que va exercir va ser l'any 1955, com a conseller junior de l'advocat Aubrey Melford Stevenson en el procés contra Ruth Ellis, la darrera dona que va ser executada a la forca al Regne Unit. Altrament, l'any 1975, com a jutge del Tribunal Suprem, va instruir el judici contra membres de l'IRA Provisional que havien comès l'atemptat contra l'Old Bailey de 1973, entre alguns d'ells, Hugh Feeney, Gerry Kelly, Dolours Price, Marian Price i Robert Walsh.